# Gluon
'Gluon (eng. gluon, od glue ljepilo'; oznaka g) jest elementarna čestica bez mase koja prenosi temeljno jako međudjelovanje (jaka nuklearna sila) i veže kvarkove u hadronima, bozon spina 1. Međudjelovanje kvarkova prenosi se emisijom i apsorpcijom gluona, slično kao što se elektromagnetsko međudjelovanje prenosi fotonima. Razlika je u tome što fotoni nemaju električni naboj i uzajamno ne međudjeluju, a gluoni imaju 8 vrsta naboja pa među njima djeluje jaka sila. Gluone je teorijski predvidio M. Gell-Mann 1964., a pokusima su potvrđeni 1979. s pomoću gluonskih mlazova u istraživačkom središtu DESY (njemački elektronski sinkrotron) u Hamburgu. Za razliku od čestica koje prenose ostala temeljna međudjelovanja, gluoni zbog svojega jakog međudjelovanja ne postoje kao slobodne čestice, nego su dio složenih čestica koje se zovu hadroni. Zbog toga se i međudjelovanje između nukleona ne prenosi izravno gluonima, nego hadronima koji se zovu mezoni.  

## Objašnjenje
Znamo da se atomska jezgra atoma sastoji od protona i neutrona, čestica za koje znamo da su izgrađene od kvarkova. Budući da su neutroni čestice bez električnog naboja, protoni se, zbog pozitivnog naboja i male udaljenosti između njih, odbijaju velikom električnom silom, no ipak se jezgra atoma ne razleti. Postavlja se pitanje zašto je to tako. Razlog tomu je što je jaka nuklearna sila između kvarkova u jednom protonu i kvarkova u drugom protonu dovoljno velika da nadjača odbojnu elektromagnetsku silu između njih. Zato se jezgra atoma drži na okupu. Elementarne čestice odgovorne za jaku nuklearnu silu, to jest silu koja djeluje između kvarkova nazivaju se gluonima. 
Gluoni, baš kao i kvarkovi, su čestice koje imaju boju. Kvarkovi razmjenjuju gluone u jakom međudjelovanju i stvaraju vrlo jako polje sile boje koje drži kvarkove zajedno. Kada se kvarkovi udalje jedan od drugog, polje sile boje postane jače. Prilikom međusobne razmjene gluona kvarkovi stalno mijenjaju boju. Budući da razmjena gluona mijenja boju kvarkova i budući da je boja očuvana "veličina", možemo zamisliti da gluoni, za razliku od kvarkova, nose boju i antiboju. Postoji 8 različitih kombinacija boje i antiboje koje gluoni mogu nositi. Tako na primjer, ako zeleni kvark emitira zeleni – antiplavi gluon, kvark mora promijeniti boju u plavu jer ukupna boja mora ostati zelena. Nakon emisije gluona, plava boja kvarka se poništi s antiplavom bojom gluona i preostala boja je zelena boja kvarka. Slika prikazuje Feynmanov dijagram za međudjelovanje (interakciju) između kvarkova.
Kvarkovi unutar hadrona emitiraju ili apsorbiraju veliki broj gluona u jedinici vremena, tako da ne postoji mogućnost da opazimo boju pojedinačnog kvarka. Boja kvarkova u hadronima se mijenja tako da je ukupna boja u svakom trenutku neutralna.

## Bozon
Bozon (po S. N. Boseu) je subatomska čestica cjelobrojnoga spina koja se podvrgava Bose-Einsteinovoj statistici. Skupini bozona pripadaju fotoni, gluoni, W-bozoni, Z-bozoni, Higgsovi bozoni, gravitoni, mezoni i složenije čestice koje sadrže parni broj fermiona, na primjer atomske jezgre deuterija (²H) jer imaju spin 1 i atomske jezgre helija (4He) jer imaju spin 0. Elementarni bozoni su prenositelji temeljnih međudjelovanja (fundamentalnih interakcija).
Prema standardnom modelu, s obzirom na vrijednost spina, sve elementarne čestice dijele se u dvije velike grupe: fermione i bozone. U fermione spadaju elementarne čestice koje izgrađuju svu poznatu materiju (tvar) u svemiru, dok u bozone spadaju elementarne čestice koje se nazivaju baždarni bozoni. To su bozoni koji nemaju unutarnju strukturu, u potpunosti su elementarni i definiraju se kao čestice prijenosnici 3 temeljne sile prirode (jaka nuklearna sila, slaba nuklearna sila i elektromagnetska sila), ne računajući gravitaciju.
| Bozon         | Oznaka | Antičestica | Električni naboj Q/e | Spin | Masa (MeV/c2) |
| ------------- | ------ | ----------- | -------------------- | ---- | ------------- |
| foton         | γ      | sam sebi    | 0                    | 1    | 0             |
| W-bozon       | W-     | W+          | -1                   | 1    | 80,38         |
| Z-bozon       | Z      | sam sebi    | 0                    | 1    | 91,19         |
| gluon         | g      | sam sebi    | 0                    | 1    | 0             |
| Higgsov bozon | H0     | sam sebi    | 0                    | 0    | 125,09        |
| graviton      | G      | sam sebi    | 0                    | 2    | 0             |